# Herb gminy Kadzidło
Herb gminy Kadzidło – jeden z symboli gminy Kadzidło.

## Wygląd i symbolika
Herb przedstawia na tarczy w polu złotym zielone wzgórze, a na nim dwa drzewa iglaste, połączone bursztynowym łańcuchem. 